# Batalla de Constantinopla (922)

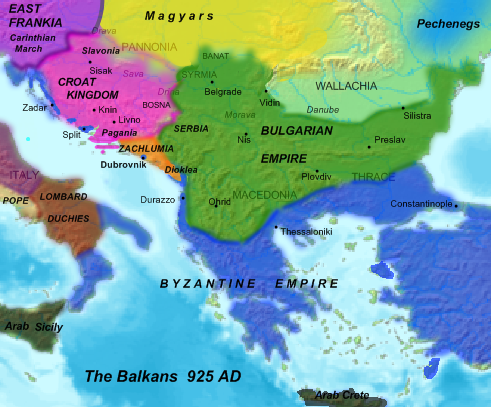
Balcanes en el 925

La batalla de Constantinopla fue un encuentro en junio de 922 en las afueras de la capital del Imperio bizantino, Constantinopla, entre las fuerzas del Primer Imperio búlgaro y los bizantinos durante la guerra bizantino-búlgara de 913-927. En el verano el emperador bizantino Romano I envió tropas bajo el mando de Sactício para repeler otra incursión búlgara en las afueras de la capital bizantina. Los bizantinos asaltaron el campamento búlgaro, pero fueron derrotados cuando se enfrentaron a las principales fuerzas búlgaras. Durante su huida del campo de batalla Saktikio fue mortalmente herido y murió la noche siguiente.
Los búlgaros, que por 922 tenían el control de la mayor parte de los Balcanes, continuaron haciendo estragos en el territorio bizantino virtualmente sin oposición. Sin embargo, carecían de la potencia marítima para llevar a cabo un exitoso sitio de Constantinopla. Los intentos posteriores para negociar una alianza búlgaro-árabe para un asalto conjunto sobre la capital fueron descubiertos por los bizantinos y contrarrestado exitosamente. La situación estratégica de los Balcanes se mantuvo sin cambios hasta que ambas partes firmaron un tratado de paz en 927, que reconocía el título imperial de los monarcas de Bulgaria y la completa independencia de la Iglesia ortodoxa búlgara como un Patriarcado autocéfalo.
Las fuentes primarias de la batalla son la continuación de la Crónica de Jorge el Monje y la Sinopsis de Juan Skylitzes.